# Johann Melchior Dreyer
Johann Melchior Dreyer, né le 24 juin 1747 à Röttingen et mort le 22 mars 1824 à Ellwangen, est un compositeur, chef d'orchestre, chef de chœur, organiste et violoniste allemand de style préclassique.

## Biographie
Johann Melchior Dreyer naît le 24 juin 1747 à Röttingen (Lauchheim) dans le duché de Wurtemberg,,,,,,.
Johann Melchior Dreyer est issu d'une famille de forgerons : il est le fils du forgeron du village de Röttingen, Melchior Dreyer, et de son épouse Margaretha Schönherr,,. Il fait ses études au lycée jésuite à Ellwangen,,.
Comme l'atelier de forgeron de son père appartenait à son frère aîné, Johann Melchior Dreyer poursuit une carrière d'enseignant et, en 1767, il prend le poste de maître d'école à l'école secondaire d'Ellwangen,,. Ses fonctions comprenaient également la direction de la musique d'église dans l'église Sainte-Marie et l'enseignement du chant, du violon et de l'orgue.
En 1779, Dreyer devient organiste du monastère d'Ellwangen,,,,. 
En 1790, Johann Melchior Dreyer est le premier laïc à recevoir le poste de chef d'orchestre à Ellwangen : il est alors responsable, en tant que régent du chœur, de l'étude et de l'exécution de la musique vocale accompagnée d'un orchestre,. Ill continue à servir la ville après la sécularisation en 1803,.
Il a deux fils, musiciens comme lui : Franziscus Henricus (1769-1841), organiste, et Johann Joseph (1771-1821), contrebassiste.
Johann Melchior Dreyer meurt le 22 mars 1824 à Ellwangen dans le royaume de Wurtemberg,,,,,,,,.

## Postérité
L'école municipale de musique « Johann Melchior Dreyer » à Rindelbach (Ellwangen), qui porte le nom du compositeur, a été fondée en 1968.

## Œuvre
Johann Melchior Dreyer a composé de nombreuses musiques religieuses pour des circonstances simples, comme les « Missae rurales », dont la large diffusion prouve sa popularité. 
Selon Georg Reichert (Neue Deutsche Biographie 4, 1959), la valeur de ses compositions « est plutôt culturelle et historique, car elles reflètent clairement le goût rural de l'époque. Le style se caractérise par la prédominance de l'orchestre, une disposition formelle intelligente et une mélodie agréable mais souvent triviale ».
Dreyer a composé plus de 50 messes et requiems, y compris de nombreux exemples de « messe campagnarde » ou « messe rurale » qui étaient populaires à l'époque parce qu'elles étaient courtes et faciles à interpréter,.
Il a également composé des œuvres musicales instrumentales (profanes), dont des quatuors à cordes, des sonates pour orgue et un total de 12 symphonies, destinées aux soirées princières et aux concerts municipaux : stylistiquement, Dreyer se situe dans la période préclassique.
De façon non exhaustive, on citera entre autres, :
- 1782 : 3 Quatuors à cordes op. 1
- 1791 : XXVIII psalmi vespertini
- 1792 : Requiem op. 7
- 1792 : Messes op. 6
- 1793 : Stabat Mater
- 1794 : Tantum ergo op. 9
- 1800 : Offertoires op. 14
- 1800 : Te Deum op. 16
- 1803 : Deutschemesse
- 1808 : 6 symphonies op. 21